# Алі Дара
Алі Дара (1 квітня 1915 — 16 січня 1981) — індійський хокеїст на траві.
Олімпійський чемпіон 1936 року, учасник 1948 року.